# Steve Womack

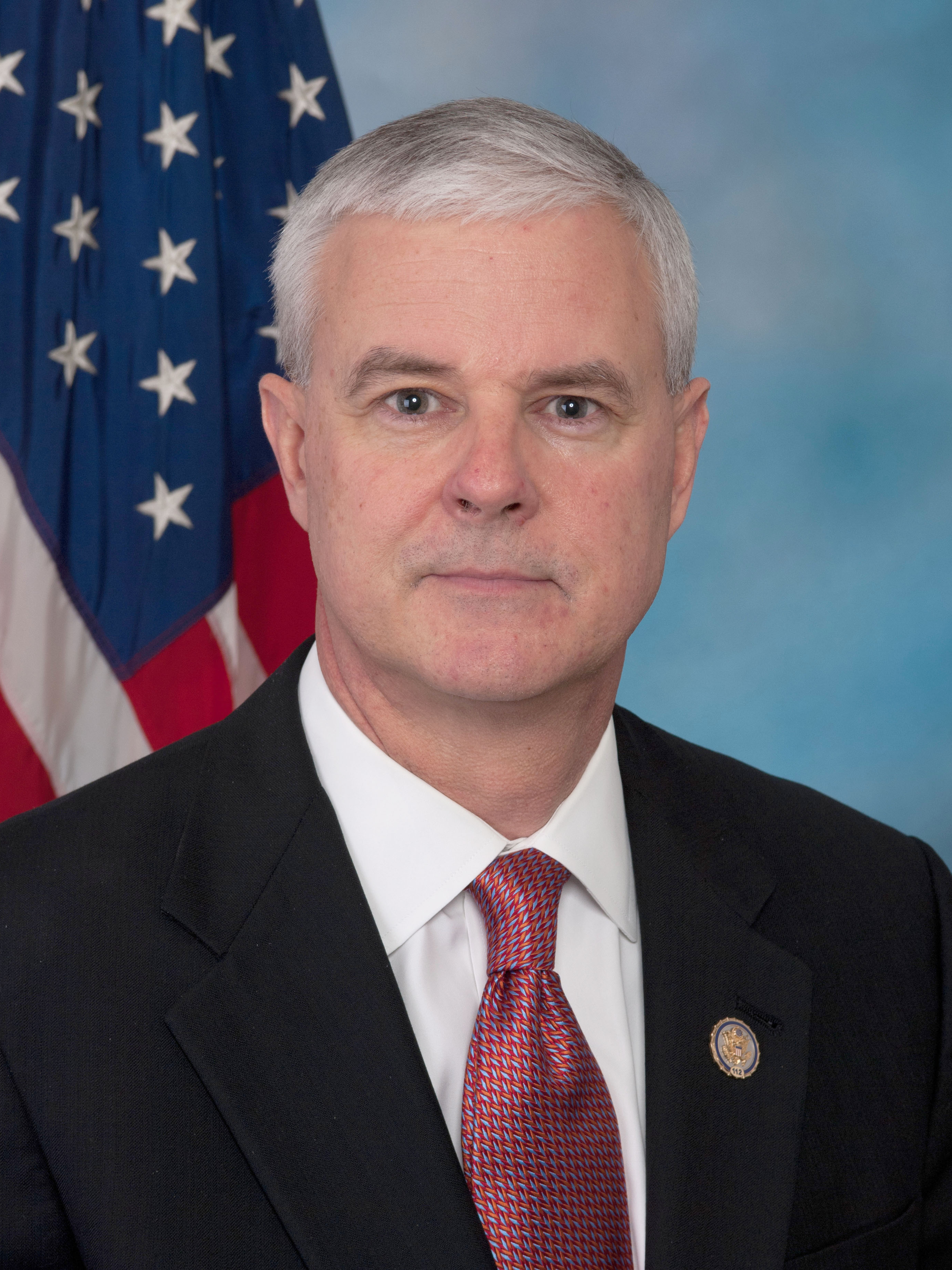
Steve Womack (2011)

Stephen Allen „Steve“ Womack (* 18. Februar 1957 in Russellville, Arkansas) ist ein US-amerikanischer Politiker. Seit 2011 vertritt er den dritten Distrikt des Bundesstaats Arkansas im US-Repräsentantenhaus.

## Werdegang
Steve Womack absolvierte im Jahr 1973 die Russellville High School. Im Anschluss besuchte er die ebenfalls dort ansässige Arkansas Tech University, die er im Jahr 1979 mit einem Bachelor of Arts abschloss. Zwischen 1979 und 2009 diente er in der Arkansas National Guard. Dort bekleidete er zuletzt den Rang eines Colonel. Er war außerdem als Manager einer Radiostation tätig.
Er ist seit über 37 Jahren mit seiner Frau Terri verheiratet. Das Paar lebt in Rogers (Arkansas) und hat drei gemeinsame erwachsene Kinder.

## Politische Laufbahn
Politisch schloss er sich der Republikanischen Partei an. In den Jahren 1983 und 1984 sowie nochmals von 1997 bis 1998 gehörte er dem Gemeinderat der Stadt Rogers an. Von 1999 bis 2010 amtierte er dort als Bürgermeister.
Bei den Wahlen 2010 wurde Womack im dritten Kongresswahlbezirk von Arkansas in das Repräsentantenhaus der Vereinigten Staaten in Washington, D.C. gewählt, wo er am 3. Januar 2011 die Nachfolge des in den US-Senat gewechselten John Boozman antrat. Diese Wahl gewann er mit 72,4 % gegen den Demokraten David Whitaker. Nachdem er bei allen folgenden sechs Wahlen zwischen 2012 und 2022, jeweils bestätigt wurde, kann er sein Mandat bis heute ausüben. Er wurde immer mit mehr als 63 % der Stimmen wiedergewählt. Sein bestes Ergebnis erzielte er bei den Wahlen 2014 mit 79,4 %, und das schlechteste Wiederwahlergebnis hatte er im Jahr 2022 mit 63,7 Prozent der Stimmen. Seine aktuelle, insgesamt ache Legislaturperiode im Repräsentantenhaus des 119. Kongresses läuft noch bis zum 3. Januar 2027.

### Ausschüsse
Womack ist aktuell Mitglied in folgenden Ausschüssen des Repräsentantenhauses:
- Committee on Appropriations
  - Defense
  - Financial Services and General Government
  - Transportation, and Housing and Urban Development, and Related Agencies

Er gehört zwei Congressional Caucuses an und ist innerparteilich Mitglied des konservativen Republican Study Committee.